# Kilt
Kilt xadrez não tradicional
O kilt (em gaélico escocês:  fèileadh) é uma peça do tipo saia sem bifurcação na altura do joelho, com pregas nas costas, originada no traje tradicional de homens e meninos gaélicos nas Terras Altas escocesas. É registrado pela primeira vez no século XVI como o belted plaid, uma peça de roupa longa cuja metade superior pode ser usada como capa. O kilt pequeno ou kilt "moderno" surgiu no século XVIII e é essencialmente a metade inferior do belted plaid. Desde o século XIX, tornou-se associado à cultura mais ampla da Escócia e, mais amplamente, à herança gaélica ou celta. Na maioria das vezes é feito de pano de lã em um padrão de tartã.
Embora o kilt seja mais usado em ocasiões formais e em jogos e eventos esportivos nas Terras Altas, ele também foi adaptado como um item de roupas masculinas informais nos últimos anos, retornando às suas raízes como uma peça cotidiana. Particularmente na América do Norte, os kilts agora são feitos para uso casual em uma variedade de materiais. Fixações alternativas podem ser usadas e bolsos inseridos para evitar a necessidade de um sporran. Kilts também foram adotados como vestuário feminino para alguns esportes.

## História

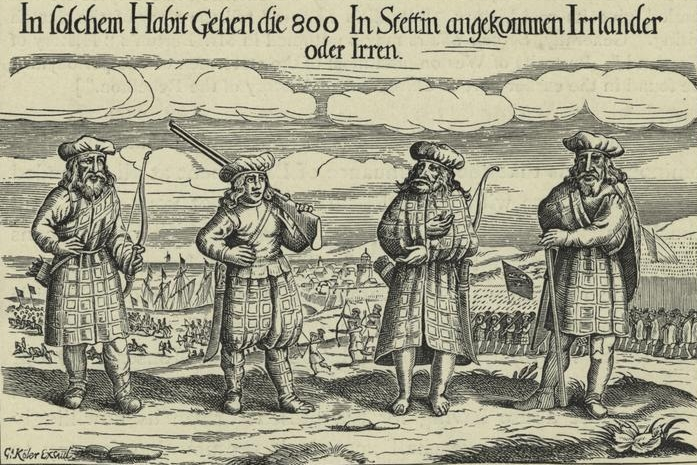
Soldados escoceses a serviço de Gustavus Adolphus (1631)

O kilt apareceu pela primeira vez como o grande kilt, o tartã ou belted plaid, durante o século XVI, e é de origem gaélica. O filleadh mòr ou grande kilt era uma peça de roupa de corpo inteiro cuja metade superior podia ser usada como um manto colocado sobre o ombro ou levantada sobre a cabeça. Uma versão do fillefah beag (philibeg), ou pequeno kilt (também conhecido como kilt ambulante), semelhante ao kilt moderno, foi inventada por um quaker inglês de Lancashire chamado Thomas Rawlinson em algum momento da década de 1720. Ele sentiu que o belted plaid era "pesado e desajeitado", e sua solução foi separar a saia e transformá-la em uma peça distinta com pregas já costuradas, que ele mesmo começou a usar.  Seu associado, Iain MacDonnell, chefe dos MacDonnells de Inverness, também começou a usá-lo e, quando os homens do clã que trabalhavam na extração de madeira, fabricação de carvão e fundição de ferro viram seu chefe usar a nova vestimenta, logo o seguiram. De lá, seu uso se espalhou "no espaço mais curto" entre os Highlanders, e até mesmo entre alguns dos Lowlanders do Norte. Tem sido sugerido que há evidências de que o philibeg com pregas não-costuradas foi usado a partir de 1690.

## Variantes
O nome "kilt" é aplicado a um conjunto de roupas:
- A vestimenta tradicional, seja em sua forma histórica, ou na adaptação moderna, agora comum na Escócia, geralmente em um padrão de tartã.
- Os kilts usados por pipe bands irlandesas são baseados na tradicional peça escocesa, mas em uma única cor (sólida)[5]
- Variantes do kilt escocês adotadas em outras nações celtas, como a cilt galesa e a cilt da Cornualha

De acordo com o Dictionary of the Scots e Oxford English Dictionary, o substantivo deriva de um verbo para kilt, originalmente significando "cingir-se; enrolar (as saias) ao redor do corpo", que é aparentemente de origem escandinava.

### Escócia

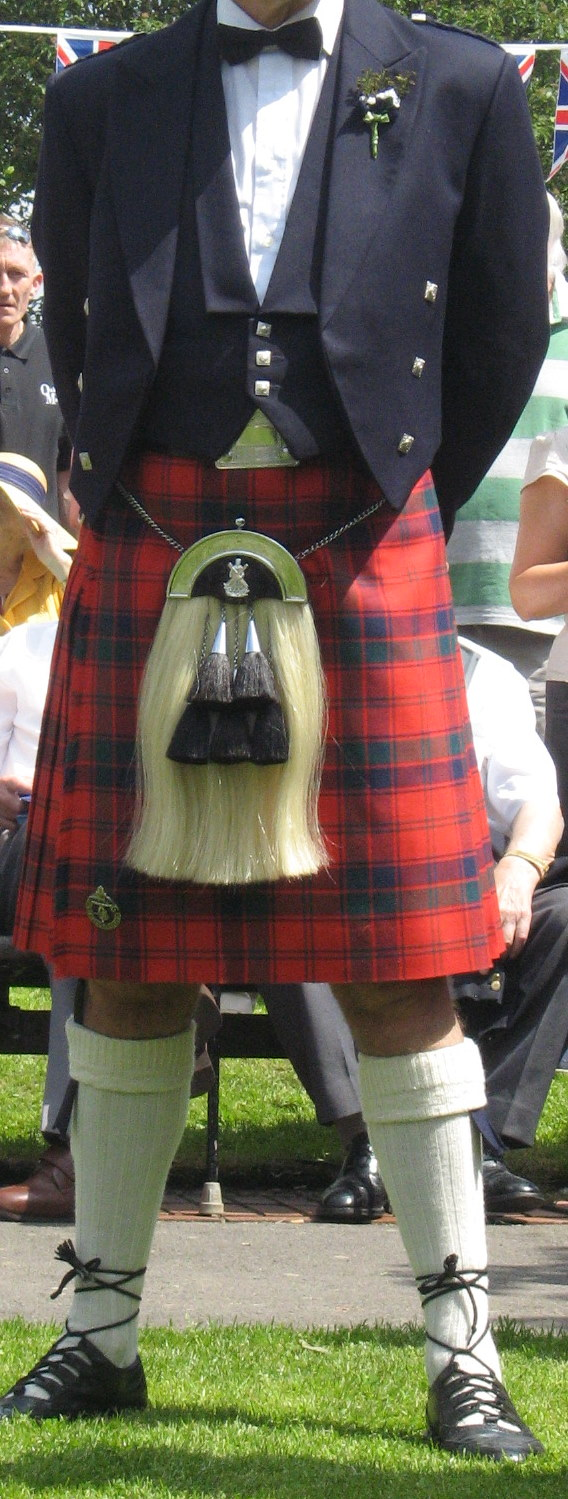
O kilt escocês moderno usado com trajes formais à tarde (2009)

Organizações que sancionam e classificam as competições em danças e gaitas das Terras Altas têm regras que regem os trajes aceitáveis para os competidores. Estas regras especificam que kilts devem ser usados (exceto que nas danças nacionais, as competidoras usarão o vestido Aboyne).

#### Design e construção
O kilt escocês exibe singularidade de design, construção e convenção que o diferencia de outras peças que se encaixam na descrição geral. É uma peça de vestuário sob medida que envolve o corpo do usuário na cintura natural (entre a costela inferior e o quadril) começando de um lado (geralmente o esquerdo do usuário), pela frente e pelas costas e pela frente novamente para o lado oposto. . As fixações consistem em correias e fivelas nas duas extremidades, a cinta na extremidade interna geralmente passando por uma fenda na cintura para ser afivelada do lado de fora; alternativamente, pode permanecer dentro do cós e ser afivelado por dentro.
Um kilt cobre o corpo da cintura até o centro dos joelhos. As camadas sobrepostas na frente são chamadas de "aventais" e são planas; a única camada de tecido ao redor dos lados e de trás é pregueada. Um broche de kilt é preso ao avental dianteiro no canto livre (mas não é passado pela camada abaixo, pois sua função é adicionar peso). Roupas íntimas podem ou não ser usadas, como o usuário prefere, embora a tradição diga que um "verdadeiro escocês" não deveria usar nada sob o seu kilt. A Scottish Tartans Authority, no entanto, adverte que em algumas circunstâncias a prática poderia ser "infantil e anti-higiênica" e voar "na face da decência".

##### Tecidos
O kilt típico visto nos eventos modernos dos jogos das Terras Altas é feito de sarja tecida de lã penteada. O tecido de sarja usado para kilts é do tipo "2 a 2", o que significa que cada fio de trama passa por cima e por baixo de dois fios de urdidura de cada vez. O resultado é um padrão distinto de tecido diagonal no tecido que é chamado de linha de sarja. Este tipo de sarja, quando tecido de acordo com um dado padrão ou padrão de cores escritas (veja abaixo) é chamado tartã. Em contraste, os kilts usados pelos gaiteiros irlandeses são feitos de tecido de cor sólida, sendo o açafrão ou o verde as cores mais utilizadas.
Os pesos dos tecidos de Kilting são dados em onças por jarda e correm do muito pesado, regimental de lã de aproximadamente 18–22 onças (510-620 g) até uma penugem leve de cerca de 10–11 onças (280-310 g). Os pesos mais comuns para os kilts são 13 onças (370 g) e 16 onças (450 g). Os pesos mais pesados são mais apropriados para climas mais frios, enquanto os pesos mais leves tendem a ser selecionados para clima mais quente ou para uso ativo, como as danças das Terras Altas. Alguns padrões estão disponíveis em apenas alguns pesos.
Um kilt moderno para um adulto típico usa cerca de 6 a 8 jardas de tecido de tartã de largura simples (cerca de 66 a 76 centímetros) ou cerca de 3 a 4 jardas de tecido de tartã de largura dupla (cerca de 137 a 152 centímetros). O tecido de largura dupla é tecido de modo que o padrão corresponda exatamente ao selvage. Kilts geralmente são feitos sem uma bainha porque uma bainha tornaria a peça muito volumosa e causaria uma queda incorreta. A quantidade exata de tecido necessário depende de vários fatores, incluindo o tamanho do tecido, o número de pregas colocadas na peça e o tamanho da pessoa. Para um kilt completo, 8 jardas de tecido seriam usadas independentemente do tamanho e o número de pregas e a profundidade do plissado seriam ajustados de acordo com seu tamanho. Para uma cintura muito grande, pode ser necessário usar 8 metros de tecido.

##### Padrão de listras
Uma das características mais distintivas do autêntico kilt escocês é o padrão tartã, o sett, é exibido. A associação de padrões particulares com clãs e famílias individuais pode ser rastreada talvez um ou dois séculos. Foi apenas na era vitoriana do século XIX que o sistema de tartãs conhecidos hoje começou a ser sistematicamente registrado e formalizado, principalmente por tecer empresas para fins mercantis. Até esse ponto, os tartãs das Terras Altas mantinham associações regionais em vez de serem identificados com qualquer clã em particular.
Hoje também existem tartãs para distritos, condados, sociedades e corporações. Há também setts para estados e províncias; escolas e universidades; Atividades esportivas; indivíduos; e padrões genéricos comemorativos e simples que qualquer um pode usar.

Os arranjos são sempre organizados horizontalmente e verticalmente, nunca na diagonal (exceto quando adaptados para as saias das mulheres). Eles são especificados por suas contagens de linhas, a sequência de cores e suas unidades de largura. Como exemplo, o tartã Wallace tem uma contagem de linhas dada como "K / 4 R32 K32 Y / 4" (K é preto, R é vermelho e Y é amarelo). Isso significa que 4 unidades de fio preto serão substituídas por 32 unidades de vermelho, etc., tanto na urdidura quanto na trama. Normalmente, as unidades são o número real de encadeamentos, mas, desde que as proporções sejam mantidas, o padrão resultante será o mesmo. Esta contagem de encadeamentos também inclui um ponto de giro indicado pela barra entre a cor e o número do encadeamento. O tecelão deve inverter a sequência de tecelagem no ponto de giro para criar uma imagem espelhada do padrão. Isso é chamado de tartã simétrico. Alguns tartãs, como Buchanan, são assimétricos, o que significa que eles não têm um ponto de pivô. O tecelão tece toda a sequência e começa no começo do próximo sett.

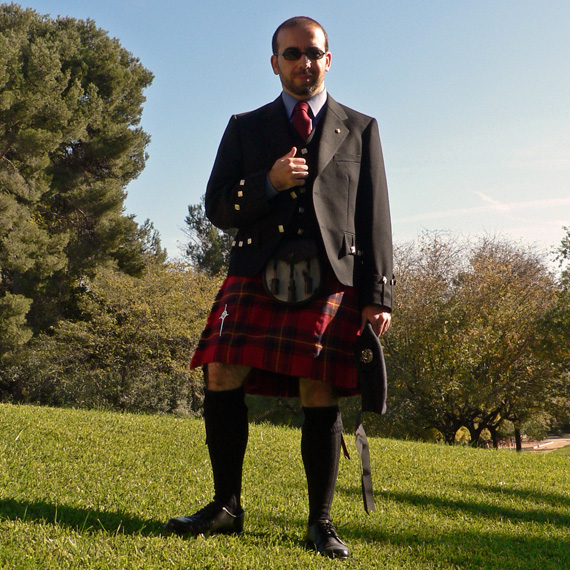
Tartã do kilt dos Oliver (2006)

Setts são ainda caracterizados pelo seu tamanho, o número de polegadas (ou centímetros) em uma repetição completa. O tamanho de uma determinada configuração depende não apenas do número de linhas na repetição, mas também do peso da malha. Isso ocorre porque quanto mais pesado o tecido, mais espessos serão os fios e, assim, o mesmo número de fios de um tecido mais pesado ocupará mais espaço. As cores fornecidas na contagem de threads são especificadas como na heráldica, embora os padrões de tartan não sejam heráldicos. O tom exato que é usado é uma questão de liberdade artística e vai variar de um moinho de tecido para outro, bem como em um lote de corante para outro dentro do mesmo moinho.
Os tartãs são comercialmente tecidos em quatro variações de cores padrão que descrevem o tom geral. Cores "antigas" ou "velhas" podem ser caracterizadas por uma aparência ligeiramente desbotada destinada a assemelhar-se aos corantes vegetais que foram usados uma vez, embora em alguns casos "Velha" simplesmente identifique um tartã que estava em uso antes do atual. Verdes e azuis antigos são mais claros, enquanto os vermelhos parecem laranjas. As cores "modernas" são brilhantes e exibem métodos modernos de tingimento de anilina. As cores são vermelho brilhante, verde-escuro e geralmente azul-marinho. As cores "Weathered" ou "Reproduction" simulam a aparência de um pano mais antigo, intemperizado pelos elementos. Os verdes se tornam castanho-claros, os azuis tornam-se cinzentos e os vermelhos são uma cor de vinho mais profunda. A última variação de cor é "Muted", que tende para tons terra. Os verdes são de oliva, azuis são de ardósia azul e vermelho é uma cor de vinho ainda mais profunda. Isto significa que dos cerca de 3500 tartãs registados disponíveis na base de dados da Scottish Tartans Authority a partir de 2004 existem quatro possíveis variações de cores para cada uma, resultando em cerca de 14.000 opções reconhecidas de tartã.
Setts podem ser registrados com o International Tartan Index (ITI) da organização de caridade Scottish Tartans Authority (STA), que mantém uma coleção de amostras de tecidos caracterizadas por nome e número de linhas, gratuitamente e/ou registradas no Scottish Register of Tartans (SRT) do órgão estatutário National Archives of Scotland (NAS), se o tartã satisfizer os critérios SRT, para o Reino Unido £70 a partir de 2010. Embora muitos tartãs sejam adicionados todos os anos, a maioria dos padrões registrados disponíveis hoje foi criada no Século XIX em diante por tecelões comerciais que trabalhavam com uma grande variedade de cores. A ascensão do romantismo das terras altas e a crescente anglicização da cultura escocesa pelos vitorianos da época levaram ao registro de tartãs com nomes de clãs. Antes disso, a maioria desses padrões estava mais conectada a regiões geográficas do que a qualquer clã. Não há, portanto, nada simbólico sobre as cores, e nada sobre os padrões é um reflexo do status do usuário.

##### Medições

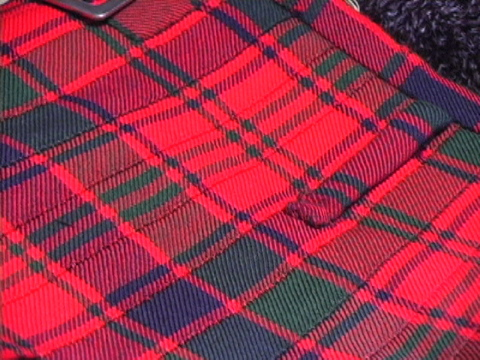
Costura na queda de um kilt (Robertson Red Modern)

Embora os kilts prontos para o uso possam ser obtidos em tamanhos padrão, um kilt personalizado é adaptado às proporções individuais do usuário. Pelo menos três medidas, a cintura, quadris e comprimento do kilt, são geralmente necessários. Às vezes a elevação (distância acima da cintura) ou a queda (distância da cintura até a parte mais larga dos quadris) também é necessária.
Um kilt feito corretamente, quando afivelado nos furos mais apertados das correias, não é tão solto que o usuário pode facilmente torcer o kilt ao redor de seu corpo, nem tão apertado que cause "fiação" do tecido onde ele está afivelado. Além disso, o comprimento do kilt quando afivelado na cintura atinge um ponto não inferior ao meio da rótula e não superior a cerca de uma polegada acima.

##### Plissado e costura

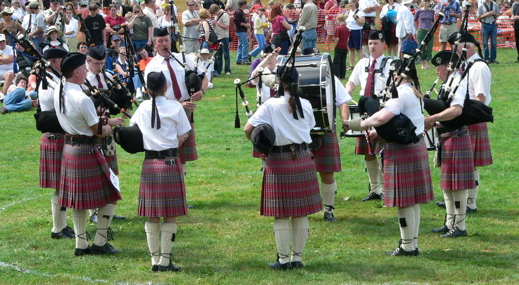
Plissado para a faixa (2005)

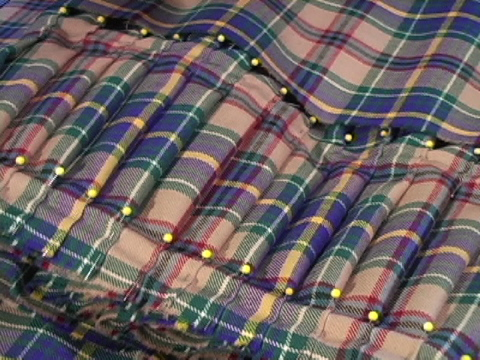
Plissado para o sett

Um kilt pode ser plissado com pregas de box ou knife. Uma dobra de knife é uma dobra simples, enquanto a dobra da box é mais volumosa, consistindo de duas pregas de knife de volta para trás. As pregas de knife são as mais comuns nos modernos kilts civis. Tradições regimentais variam. Os Highlanders de Argyll e Sutherland usam pregas de box, enquanto o Black Watch faz seus kilts do mesmo tartã com pregas de knife. Essas tradições também foram passadas para regimentos afiliados na Commonwealth, e foram retidas em batalhões sucessores para esses regimentos no regimento real amalgamado da Escócia.
Plissados podem ser organizados em relação ao padrão de duas maneiras. Ao plissar a faixa, uma das listras verticais no tartã é selecionada e o tecido é então dobrado de modo que esta faixa percorra o centro de cada prega. O resultado é que, ao longo da seção pregueada do kilt (costas e laterais), o padrão parece diferente da frente não plissada, muitas vezes enfatizando as faixas horizontais em vez de criar um equilíbrio entre horizontal e vertical. Isso costuma ser chamado de plissado militar porque é o estilo adotado por muitos regimentos militares. Também é amplamente utilizado por bandas de tubos.
Ao plissar o tecido, o tecido é dobrado de modo que o padrão do tecido seja mantido e seja repetido ao redor do kilt. Isso é feito tomando-se um plinto inteiro em cada plissado, ou dois plenos completos, se forem pequenos. Isso faz com que as seções plissadas tenham o mesmo padrão da frente não plissada.
Qualquer prega é caracterizada por profundidade e largura. A porção da dobra que se projeta sob a prega sobrejacente é o tamanho ou a largura. A largura do plissado é selecionada com base no tamanho do tecido e na quantidade de tecido a ser usada na construção do kilt, e geralmente varia de cerca de 1/2" a cerca de 3/4".
A profundidade é a parte da dobra que é dobrada sob a dobra sobreposta. Depende unicamente do tamanho do tartan, mesmo quando se prega à faixa, já que a marca determina o espaçamento das listras.
O número de pregas usadas na fabricação de kilts depende da quantidade de material a ser usada na construção da peça de vestuário e do tamanho da peça.
As dobras ao longo da queda são levemente afuniladas, uma vez que a cintura do usuário é geralmente mais estreita que os quadris e as dobras geralmente são costuradas à máquina ou à mão.
Na dança das Terras Altas, é fácil ver o efeito da costura na ação de um kilt. O kilt abraça o corpo do dançarino desde a cintura até a linha do corpo e, a partir daí, em resposta aos movimentos do dançarino, ele se rompe abruptamente. A maneira como o kilt se move em resposta aos passos de dança é uma parte importante da dança. Se as pregas não fossem costuradas nessa parte do kilt, a ação ou o movimento seriam bem diferentes.

#### Acessórios

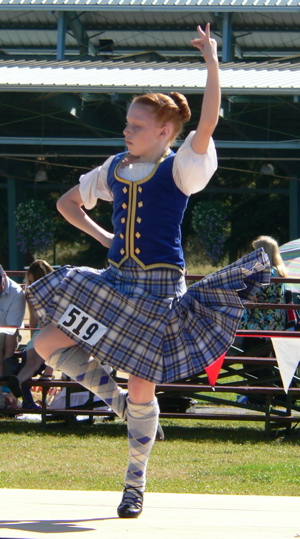
Dançarina das Terras Altas revelando a ação de um kilt, usado aqui com um colete de veludo

O kilt escocês é geralmente usado com meias de lã, com golas e flashes, e um sporran (gaélico para bolsa), que fica pendurado ao redor da cintura por uma corrente. ou pulseira de couro. Isso pode ser couro liso ou gravado, ou decorado com pele de foca, pele ou chapeamento de metal polido.
Outros acessórios comuns, dependendo da formalidade do contexto, incluem:
- Um cinto (geralmente com fivela em relevo)
- Um casaco (de vários desenhos tradicionais)
- Um alfinete de kilt
- Um dubh sgiano (gaélico: "faca preta": uma pequena faca embainhada usada no topo da malha)
- Ghillie brogues
- Ocasionalmente usado com uma camisa Ghillie, embora isso seja mais casual e, sendo uma invenção relativamente moderna, não deve ser confundido com roupas históricas reais.

#### Estilos de uso de kilt
Hoje, a maioria das pessoas escocesas considera os kilts como roupas formais ou roupas nacionais. Embora ainda existam algumas pessoas que usam um kilt diariamente, ele geralmente é de propriedade ou escolhido para ser usado em casamentos ou outras ocasiões formais e pode ser usado por qualquer pessoa, independentemente da nacionalidade ou descendência. Para o uso semi-formal, os kilts costumam ser usados com um Prince Charlie ou uma jaqueta Argyll. (Os fornecedores comerciais já produziram jaquetas equivalentes com estilo temático irlandês e galês.) Formal é gravata branca e requer um Doublet de regulamento ou superior.
Kilts também são usados para desfiles por grupos como a Boys' Brigade e Escoteiros, e em muitos lugares os kilts são vistos em vigor nos campeonatos de pipe band e no Highland games, além de serem usados em danças escocesas e ceilidhs.

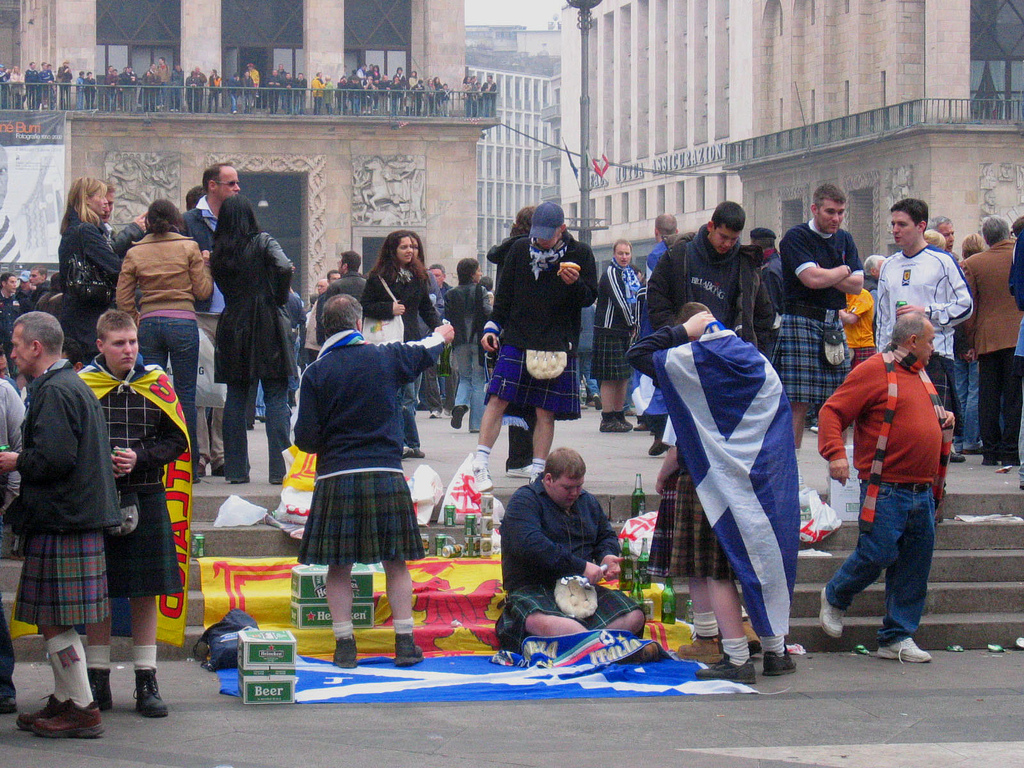
Tartan Army em Milão, Itália

Certos regimentos/unidades do Exército Britânico e exércitos de outras nações da Commonwealth (incluindo Austrália, Canadá, Nova Zelândia e África do Sul) com uma linhagem escocesa ou herança ainda continuam a usar kilts como parte do uniforme vestido ou dever, embora não tenham sido usado em combate desde 1940. Uniformes em que são usados kilts incluem vestido cerimonial, vestido de serviço e vestido de quartel. Kilts são considerados apropriados para desfiles cerimoniais, deveres de escritório, desfiles menos formais, sair de casa, jantares informais e aulas ou aulas práticas. Kilts cerimoniais também foram desenvolvidos para o Corpo de Fuzileiros Navais dos EUA, e para as bandas de tambores e flautas da Academia Militar dos EUA, da Academia Naval dos EUA e da Universidade de Norwich - o Colégio Militar de Vermont.
Não é incomum ver kilts usados nos pubs irlandeses nos Estados Unidos, e está se tornando um pouco menos raro vê-los no local de trabalho. O uso ocasional de kilts vestidos com botas de renda ou mocassins, e com camisetas ou camisas de golfe, está se tornando cada vez mais familiar em Highland Games. O kilt é associado a um senso de orgulho nacional escocês e, muitas vezes, é visto sendo usado, juntamente com uma camiseta de futebol, quando os membros do Tartan Army (torcedores do time da Escócia) estão assistindo a uma partida de futebol ou rugby. A pequena faca Sgian Dubh às vezes é substituída por uma alternativa de madeira ou plástico ou omitida por questões de segurança.: por exemplo, eles normalmente não podem ser usados ou transportados para uma aeronave comercial.

### Irlanda

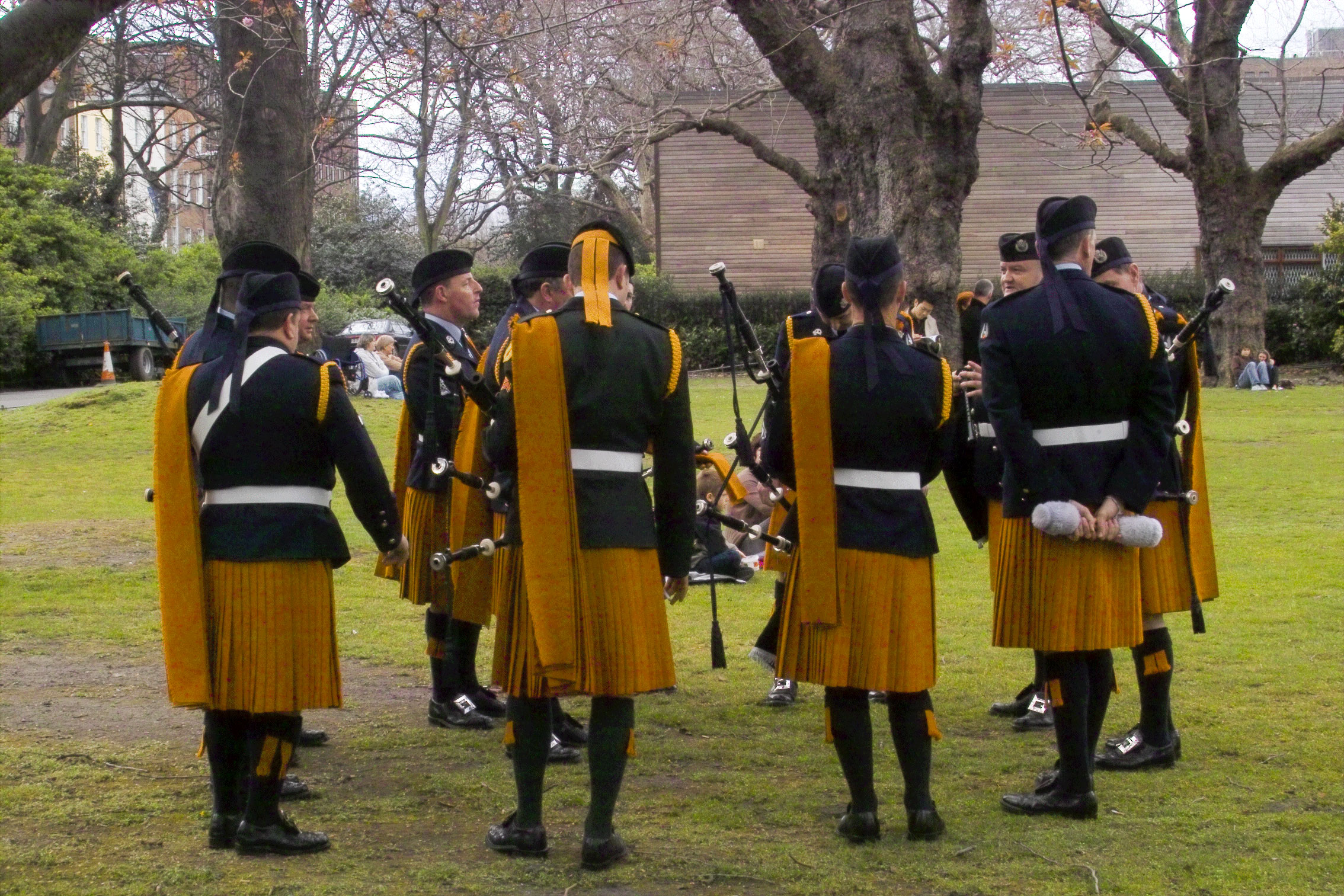
Gaiteiros vestindo kilts em açafrão das Forças de Defesa da Irlanda

Embora as origens do kilt irlandês continuem a ser objeto de debate, as evidências atuais sugerem que os kilts originaram-se nas Terras Altas e Ilhas da Escócia e foram adotados pelos nacionalistas irlandeses na virada do século XX como um símbolo da identidade gaélica.
Uma peça de vestuário que muitas vezes foi confundida com kilts nas primeiras representações é a irlandesa lein-croich, uma longa túnica tradicionalmente feita de tecido de cor sólida, com preto, açafrão e verde. Kilts de cor sólida foram adotados pela primeira vez para uso por nacionalistas irlandeses e depois por regimentos irlandeses servindo no exército britânico, mas eles podem ser vistos em fotos do final do século XIX e início do século XX na Irlanda, especialmente em reuniões políticas e musicais, como o kilt foi readotado como um símbolo do nacionalismo gaélico na Irlanda durante este período.
No mundo da dança irlandesa, os kilts dos meninos foram largamente abandonados, especialmente desde que a popularidade mundial de Riverdance e o renascimento e interesse pela dança irlandesa em geral.

### Outras nações celtas
Embora não seja um componente tradicional do vestuário nacional fora da Escócia, os kilts tornaram-se recentemente populares nas outras nações celtas como um sinal da identidade celta. Kilts e tartãs podem, portanto, ser vistos também na Irlanda, no País de Gales, na Cornualha, na Ilha de Man, na Bretanha e na Galícia.
Há atualmente dezesseis tartãs bretões registrados oficialmente nos registros de tartãs escoceses. Os tartãs bretões são: Brittany National (nacional bretão), Brittany Walking, Lead it Of, e mais nove tartãs do condado(Kerne, Leon, Tregor, Gwened, Dol, St. Malo, Rennes, Nantes, St. Brieuc). Outros foram recentemente criados para áreas menores na Bretanha (Ushent, Bro Vigoudenn and Menez Du "Black Mountain").
Existem dois tartãs galegos registados nos registos escoceses: Galicia e "Gallaecia — Galician National". Há evidências históricas do uso de tartã e kilt na Galícia até o século XVIII.

### Designs contemporâneos

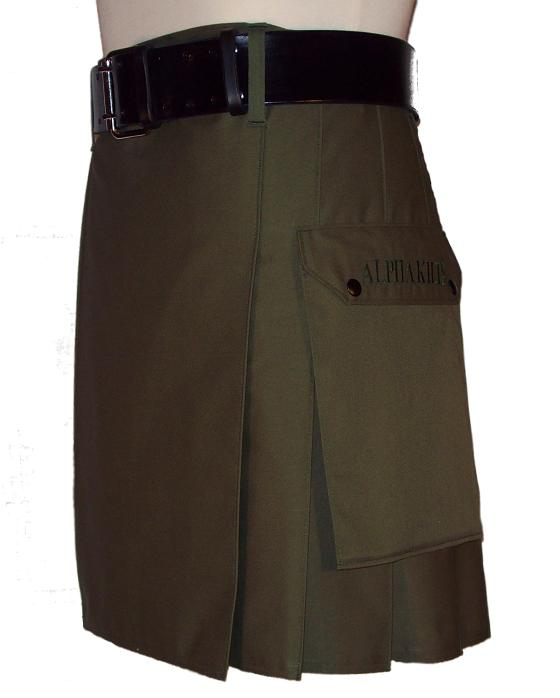
Exemplo de kilt contemporâneo

Kilts contemporâneos (também conhecidos como kilts modernos e, especialmente nos Estados Unidos da América, kilts de utilidade) apareceram no mercado de vestuário na Escócia, os EUA e o Canadá em uma variedade de tecidos, incluindo couro, jeans, veludo cotelê e algodão. Eles podem ser projetados para roupas formais ou casuais, para uso em esportes ou recreação ao ar livre, ou como roupas de trabalho de colarinho branco ou azul. Alguns são modelados de perto nos tradicionais ternos escoceses, mas outros são similares apenas em roupas masculinas que parecem saias na altura do joelho. Eles podem ter pregas de box, pregas de knife simétricas e ser fixados por pregos ou velcro em vez de fivelas. Muitos são projetados para serem usados sem um sporran e podem ter bolsos ou cintos de ferramentas conectados.
No Canadá, os kilts são muito comuns como parte do vestuário feminino em escolas com uma política uniforme. Além disso, devido à rica herança escocesa do país, eles podem ser frequentemente vistos em casamentos e eventos formais. Na Nova Escócia, eles podem até ser usados como traje diário comum.

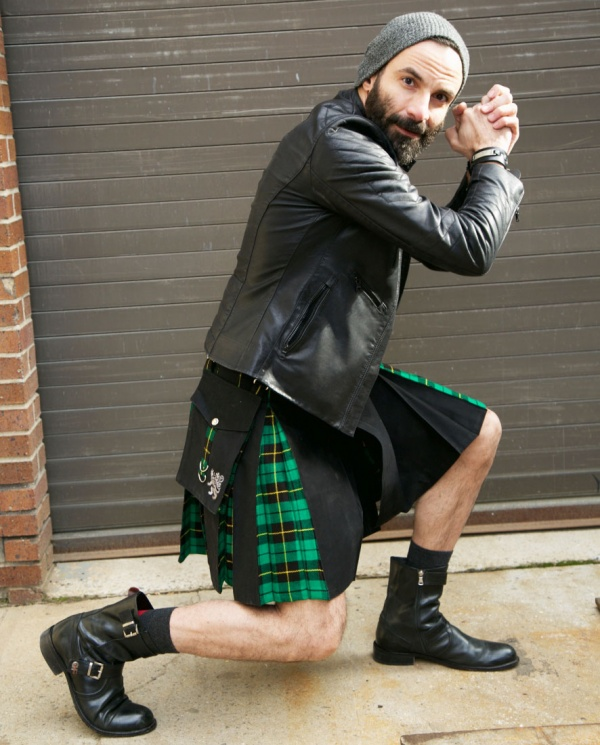
Kilt híbrido contemporâneo

Em 2008, um porta-voz do USPS, Dean Peterson, fez uma proposta formal de que o kilt fosse aprovado como um uniforme postal aceitável - por razões de conforto. A proposta foi derrotada na convenção da National Association of Letter Carriers (NALC) de 220.000 membros em 2008 por uma grande margem.
5.11 Tactical produziu um Kilt Tactical Duty como resultado da piada corporativa de 1º de abril. Os kilts híbridos contemporâneos são feitos de tecido tartã.
Atletas do sexo feminino, especialmente jogadoras de lacrosse, costumam usar kilts durante os jogos. Elas normalmente usam shorts de compressão ou spandex por baixo. Kilts são populares entre muitos níveis de lacrosse, de ligas jovens a ligas universitárias, embora algumas equipes estejam substituindo kilts pela saia atlética mais aerodinâmica.

Os kilts masculinos costumam ser vistos na mídia contemporânea popular. Por exemplo, na série Syfy Tin Man, personagens coadjuvantes são mostrados vestindo kilts como roupas de trabalho camponesas. As tendências da moda cotidiana, especialmente na subcultura gótica, levaram à popularização do kilt como uma alternativa ao vestuário masculino mais convencional. Alguns destes são feitos de PVC ou misturas de algodão-poliéster.